# Condom
Condom er en by og kommune i det sydvestlige Frankrig. Byen er et såkaldt sous-préfecture i departementet Gers i Midi-Pyrénées. Byen har omkring 7.000 indbyggere og ligger tæt ved elven Baïse. 
Et af problemerne i byen er dens byskilte, som bliver stjålet på grund af navnet, som er det engelske ord for kondom. På fransk hedder kondom préservatif.
Byen er kendt for produktionen af armagnac. 